# Nils Fröling
Nils Fröling (* 20. April 2000 in Dallas, Texas) ist ein schwedisch-US-amerikanischer Fußballspieler.

## Karriere

### Verein
Fröling wurde als Kind schwedischer Eltern in Dallas geboren und lebte die ersten sieben Jahre seines Lebens in den USA und Kanada.  Seine Eltern zogen dann nach Orminge, in der Gemeinde Nacka, östlich von Stockholm. Dort spielte Fröling ab seinem siebenten Lebensjahr beim Boo FF. 2016 wechselte er zum Åtvidabergs FF.
2017 spielte Fröling  erstmals  für Åtvidabergs FF in der 2. Schwedischen Liga, der Superettan und kam in dieser Saison auf 10 Einsätze in der Liga.
Er wechselte im Januar 2018 mit 17 Jahren zum Kalmar FF und wurde dort im Frühjahr 2018 erstmals in der ersten schwedischen Liga, der  Allsvenskan eingesetzt und schoss in seinem Debütspiel gegen IK Sirius den Siegtreffer für sein Team.
Im Dezember 2021 wechselte Nils Fröling ablösefrei zum deutschen Zweitligisten F.C. Hansa Rostock und unterschrieb einen Vertrag bis 2025. Unter Hansa-Trainer Jens Härtel gab Fröling im Januar 2022 am 19. Spieltag während des Heimspiels im Ostseestadion gegen Hannover 96 in der 80. Spielminute sein Debüt und wurde nur wenige Tage später auch im Achtelfinale des DFB-Pokals 2021/22 gegen den Bundeslisten RB Leipzig eingesetzt. Bereits am 20. Spieltag stand er erstmals in der Startelf und erzielte am 21. Spieltag seine ersten Treffer für die Norddeutschen während des Auswärtsspiels bei Dynamo Dresden. Verletzungsbedingt brachte er es in jener Saison 2021/22, in der Platz 13 erreicht wurde, auf nur 7 Einsätze (3 Tore). Wie in der Vorsaison platzierte er sich mit Hansa auch in Saison 2022/23 auf Platz 13 und trug mit 3 Toren in 26 Zweitliga-Spielen zum vorzeitigen Klassenerhalt bei. Im DFB-Pokal 2022/23 allerdings schied Fröling mit den Norddeutschen unerwartet schon in der 1. Hauptrunde gegen den Viertligisten VfB Lübeck aus dem Wettbewerb aus. Mit einem Abstieg in die Drittklassigkeit endete die Spielzeit 2023/24. Fröling erzielte 2 Tore in 28 Spielen. Zwei weitere Einsätze erfuhr er zudem im nationalen Vereinspokal. Das Aus erfolgte hierbei in der 2. Hauptrunde 2023/24 gegen den Ligakonkurrenten 1. FC Nürnberg. 
Unter Hansa-Trainer Bernd Hollerbach debütierte Fröling in der dritthöchsten deutschen Spielklasse am 1. Spieltag der Saison 2024/25 gegen den VfB Stuttgart II. Es folgten noch 28 weitere Drittliga-Einsätze (6 Tore), ein Spiel im DFB-Pokal gegen den Zweitligisten Hertha BSC und 3 Einsätze (1 Tor) im Mecklenburg-Vorpommern-Pokal, der 2025 auch gewonnen werden konnte. Von den 98 Pflichtspielen (15 Tore), der für die Rostocker absolvierte, bestritt er 61 Spiele in der 2. Fußball-Bundesliga (8 Tore), 29 Spiele in der 3. Fußball-Liga (6 Tore), 5 Spiele im DFB-Pokal und 3 Spiele (1 Tor) im Landespokal.
Im Sommer 2025 schließlich verließ Fröling die Rostocker und schloss sich dem Zweitligaaufsteiger Dynamo Dresden an.

### Nationalmannschaft
Fröling kam für die schwedische U19 und U21 bislang auf 7 Einsätze.

## Erfolge
- Landespokalsieger Mecklenburg-Vorpommern: 2025 mit Hansa Rostock